# Team RadioShack
El Team RadioShack (codi UCI: RSH) fou un equip ciclista professional dels Estats Units que va córrer a la categoria UCI ProTour entre el gener de 2010 i el 2011. L'equip era dirigit per Johan Bruyneel i tenia com a principal patrocinador principal l'empresa RadioShack Corporation. La creació de l'equip va ser anunciada pel ciclista Lance Armstrong, que n'era co-propietari de l'equip, el 23 de juliol del 2009 mentre encara es disputava el Tour de França de 2009. Al final de 2011 anuncià la seva desaparició en fusionar-se amb l'equip luxemburguès Team Leopard Trek i donar lloc al RadioShack-Nissan-Trek.

## Direcció
El mànager de l'equip és en Johan Bruyneel qui abans havia estat mànager dels equips ciclistes US Postal Service (1998-2007) i del Team Astana (2008-2009), aconseguint en aquests equips el millor palmarès d'un mànager d'equip aconseguint 9 Tours de França (els set consecutius d'en Lance Armstrong i els dos primers d'Alberto Contador), 2 Giros d'Itàlia (un de Paolo Savoldelli i un d'Alberto Contador) i 2 Voltes a Espanya (una de Roberto Heras i una d'Alberto Contador).
Els directors d'equip que acompanyen en Bruyneel són: Dirk Demol que ja havia col·laborat amb ell anteriorment, els ex-ciclistes de l'equip US Postal Service, Viatxeslav Iekímov i José Azevedo, i l'ex-ciclista francès i ex-director esportiu del FDJ, Alain Gallopin.

## Patrocinadors
El patrocinador principal és l'empresa  RadioShack Corporation. Un altre patrocinador important és Livestrong, ja que en Lance Armstrong com a co-propietari de l'equip vol promoure les campanyes anti-càncer que impulsa la seva fundació. Entre els diferents patrocinadors destaquen Nike, que els proporciona material esportiu, Trek que els forneix les bicicletes, Giro, que els subministra més material esportiu relacionat amb el ciclisme, o Nissan entre d'altres.

## Principals resultats

### Curses per etapes

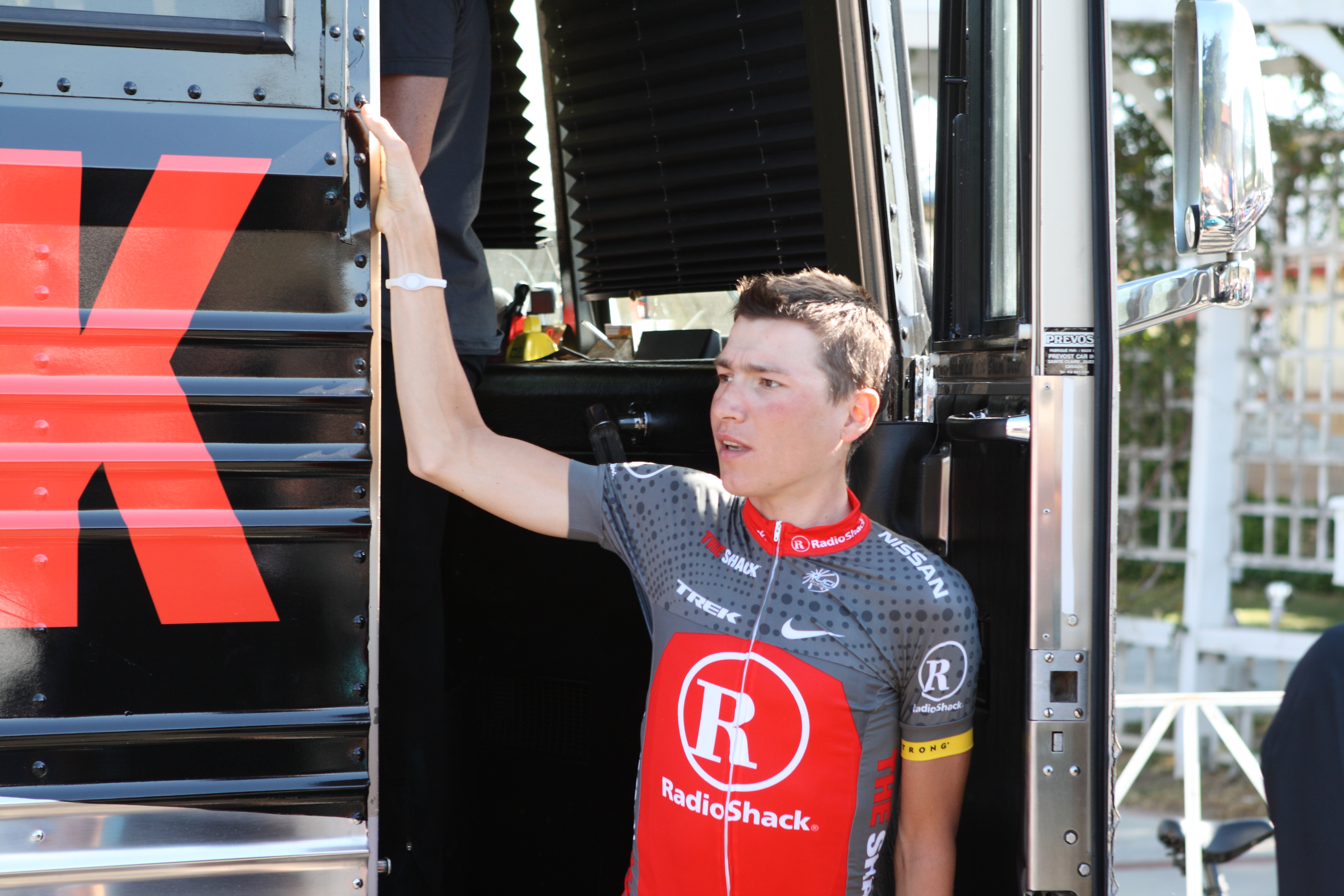
Janez Brajkovič, vencedor de Critèrium del Dauphiné 2010

| Data       | Cursa                  | País    | Categoria | Vencedor           |
| ---------- | ---------------------- | ------- | --------- | ------------------ |
| 10/04/2010 | Volta al País Basc     | Espanya | PT        | Christopher Horner |
| 13/06/2010 | Critèrium del Dauphiné | França  | PT        | Janez Brajkovič    |
| 09/04/2011 | Volta al País Basc     | Espanya | WT        | Andreas Klöden     |
| 19/06/2011 | Volta a Suïssa         | Suïssa  | WT        | Levi Leipheimer    |

### A les grans voltes
- Tour de França
  - 2 participacions (2010, 2011)
  - 1 victòria d'etapa: Sérgio Paulinho el 2010
  - 1 classificació sencudària:
    - Classificació per equips: 2010

- Giro d'Itàlia
  - 1 participació (2011)
  - 1 classificació sencudària:
    - Trofeu Fuga Cervelo : Iaroslav Popòvitx (2011)

- Volta a Espanya
  - 1 participació (2011)

### Campionats nacionals
- Campionat dels Estats Units en ruta: (1) 2011 (Matthew Busche)

- Campionat del Japó en ruta: (1)  2011 (Fumiyuki Beppu)
- Campionat del Japó en contrarellotge: (1)  2011 (Fumiyuki Beppu)

- Campionat d'Eslovènia en contrarellotge: (1) 2011 (Janez Brajkovič)

- Campionat de Portugal en contrarellotge: (1) 2011 (Nelson Oliveira)

## Classificacions UCI
Des de la seva creació, el 2010, l'equip participa del Calendari Mundial UCI.
| Temporada | Classificació per equips | Millor ciclista en la classificació individual |
| --------- | ------------------------ | ---------------------------------------------- |
| 2010      | 11è                      | Christopher Horner (18è)                       |

El 2011, el Calendari Mundial UCI fou substituït per l'UCI World Tour.
| Temporada | Classificació per equips | Millor ciclista en la classificació individual |
| --------- | ------------------------ | ---------------------------------------------- |
| 2011      | 10è                      | Andreas Klöden (20è)                           |